# Reprezentacja Czech w skokach narciarskich
Reprezentacja Czech w skokach narciarskich – grupa skoczków narciarskich wybrana do reprezentowania Czech w międzynarodowych zawodach przez Czeski Związek Narciarski (cz. Svaz lyžařů České republiky).

## Kadra na sezon 2024/2025
Trenerem męskiej kadry pozostał Gaj Trček, a kobiecą reprezentację objął Słowak Dominik Ďurčo.

### Mężczyźni
Kadra narodowa
- Benedikt Holub
- Roman Koudelka

Kadra juniorska
- Josef Buchar
- Jan Ošmera
- David Rygl
- Daniel Škarka
- Jiří Černý (kandydat)
- Filip Křenek (kandydat)

### Kobiety
Kadra narodowa
- Anežka Indráčková
- Karolína Indráčková
- Veronika Jenčová
- Klára Ulrichová

Kadra juniorska
- Natálie Nejedlová
- Julie Ošmerová
- Barbora Štěpánková

## Kadra na sezon 2023/2024
Nowym trenerem kadry męskiej został Słoweniec Gaj Trček, a trenerem kobiet pozostał Martin Bayer. Powołano również męską kadrę juniorów prowadzoną przez Františka Vaculíka.

### Mężczyźni
Kadra A
- Roman Koudelka

Kadra B
- Kryštof Hauser
- Benedikt Holub
- Radek Rýdl

Kadra juniorów
- Lukáš Jeřábek
- Filip Křenek
- David Rygl
- Vojta Stolarz
- Daniel Škarka

### Kobiety
- Anežka Indráčková
- Karolína Indráčková
- Veronika Jenčová
- Klára Ulrichová

## Kadra na sezon 2022/2023
Trenerem kadry męskiej pozostał Vasja Bajc, a nowym trenerem kadry kobiet został Martin Bayer. Do obu grup szkoleniowych powołano po 4 osoby. 4 skoczków znalazło się również w kadrze juniorskiej prowadzonej przez Jakuba Jiroutka.

### Mężczyźni
Kadra narodowa
- Kryštof Hauser
- Roman Koudelka
- František Lejsek
- Radek Rýdl

Kadra juniorów
- Filip Křenek
- David Rygl
- Daniel Škarka
- Petr Vaverka

### Kobiety
- Anežka Indráčková
- Karolína Indráčková
- Veronika Jenčová
- Klára Ulrichová

## Kadra na sezon 2020/2021

### Kadra mężczyzn
Nowym trenerem kadry męskiej został František Vaculík. Znalazło się w niej 6 zawodników:
- František Holík
- Roman Koudelka
- Čestmír Kožíšek
- Viktor Polášek
- Filip Sakala
- Vojtěch Štursa

## Kadra na sezon 2019/2020

### Kadra mężczyzn

#### Kadra A
Trenerem kadry A w sezonie 2019/2020 początkowo był David Jiroutek, został jednak w trakcie sezonu, w styczniu 2020, zwolniony i zastąpiony przez swojego dotychczasowego asystenta Antonína Hájka. Zawodnicy to:
- Roman Koudelka
- Čestmír Kožíšek
- Viktor Polášek
- Filip Sakala
- Vojtěch Štursa
- Tomáš Vančura

### Kadra kobiet
Nowym trenerem kobiecej kadry został Tomáš Vambera.

## Kadra na sezon 2016/2017

### Kadra mężczyzn

#### Kadra A
Trenerem kadry A w sezonie 2016/2017 jest Richard Schallert.
Zawodnicy to:
- František Holík
- Roman Koudelka
- Jan Michálek
- Viktor Polášek
- Filip Sakala
- Vojtěch Štursa
- Tomáš Vančura

#### Kadra B
Trenerem kadry B w sezonie 2016/2017 jest Jakub Jiroutek.
Zawodnicy to:
- Lukáš Hlava
- Jakub Janda
- Čestmír Kožíšek
- Jan Matura

#### Kadra Juniorów
Trenerem kadry juniorów w sezonie 2016/2017 jest Tomáš Vambera.
Zawodnicy to:
- Filip Černý
- Dušan Doležel
- Benedikt Holub
- František Janata
- Damián Lasota
- František Lejsek
- Radek Rýdl
- Radek Selcer
- Radim Sudek
- Robert Szymeczek
- Petr Vaverka
- Marcel Vyvial

### Kadra kobiet
Trenerem wszystkich kobiecych kadr w sezonie 2016/2017 jest Jiri Hajek.

#### Kadra A
Zawodniczki to:
- Barbora Blažková
- Zdena Pešatová

#### Kadra B
Zawodniczki to:
- Marta Křepelková
- Jana Mrákotová
- Veronika Ptáčková
- Michaela Rajnochová

#### Kadra C
Zawodniczki to:
- Karolína Indráčková
- Klára Kubečková
- Štěpánka Ptáčková
- Simona Weinlichová

## Kadra na sezon 2011/2012

### Kadra A
Trenerem kadry A w sezonie 2011/2012 pozostał David Jiroutek. W składzie kadry znalazło się pięciu zawodników:
- Lukáš Hlava
- Jakub Janda
- Roman Koudelka
- Jan Matura
- Borek Sedlák

### Kadra B
Michal Doležal został trenerem kadry B w sezonie 2011/2012. Jego podopieczni to:
- Martin Cikl
- Antonín Hájek
- Čestmír Kožíšek
- Jiří Mazoch
- Ondřej Vaculík

### Kadra kobiet
- Michaela Doleželová
- Lucie Míková
- Vladěna Pustková

## Kadra na sezon 2009/2010

### Kadra A
Trenerem czeskiej reprezentacji jest od 2009 roku David Jiroutek, a jego asystentem w sezonie 2009/2010 był Daniel Švec. W skład kadry A wchodziło siedmiu skoczków. Byli to:
- Martin Cikl
- Jakub Janda
- Čestmír Kožíšek
- Roman Koudelka
- Ondřej Vaculík
- Lukáš Hlava
- Borek Sedlák

### Kadra B
Trenerem czeskiej kadry B był Radek Žídek, a jego asystentem był Jiří Hájek. Kadrę B tworzyło czterech skoczków. Ci skoczkowie to:
- Jiří Mazoch
- Martin Plhal
- Antonín Hájek
- Jan Matura

### Kadra młodzieżowa
Trenerem kadry młodzieżowej był Pavel Věchet, a jego asystentem był Tomáš Portyk. Kadrę tworzyło ośmiu skoczków narciarskich. Byli to:
- Hubert Bláha
- Pavel Farkaš
- Robert Kubáň
- Tomáš Friedrich
- Vít Háček
- Miloš Kadlec
- Martin Šútor
- Radim Berka

### Kadra kobiet
Trenerem kadry kobiet był Jaroslav Sakala.
- Michaela Doleželová
- Vladěna Pustková
- Lucie Míková

## Trenerzy
- Luděk Matura i  Ján Tánczos (1993)
- Luděk Matura (1993–1994)
- Jiří Raška (1994–1996)
- Pavel Ploc (1996–1998)
- Pavel Fízek (1998–2000)
- David Jiroutek (2000–2002)
- Pavel Mikeska (2002)
- Ján Tánczos (2002–2004)
- Vasja Bajc (2004–2006)
- Richard Schallert (2006–2009)
- David Jiroutek (2009–2014)
- Richard Schallert (2014–2018)
- David Jiroutek (2018–2020)
- Antonín Hájek (2020)
- František Vaculík (2020-2021)
- Vasja Bajc (2021-2023)
- Gaj Trček (od 2023)

## Występy drużynowe

### Starty Czech w konkursach drużynowych naigrzyskach olimpijskich
| Miejsce | Dzień     | Rok  | Miejscowość              | Skocznia              | Punkt K | HS     | Skład  | Najdłuższy skok               | Nota      | Strata    | Zwycięzca |
| ------- | --------- | ---- | ------------------------ | --------------------- | ------- | ------ | ------ | ----------------------------- | --------- | --------- | --------- |
| 7.      | 23 lutego | 1994 | Lillehammer              | Lysgårdsbakken        | K-120   | HS-134 | [ 10 ] | 118,0 m (Z. Krompolc)         | 800,7 pkt | 169,4 pkt | Niemcy    |
| 7.      | 17 lutego | 1998 | Nagano/Hakuba            | Olimpijska            | K-120   | HS-131 | [ 11 ] | 126,5 m (M. Doležal)          | 710,3 pkt | 222,7 pkt | Japonia   |
| 12.     | 18 lutego | 2002 | Salt Lake City/Park City | Utah Olympic Park     | K-120   | HS-134 | [ 12 ] | 120,5 m (J. Janda)            | 724,6 pkt | 249,5 pkt | Niemcy    |
| 9.      | 20 lutego | 2006 | Turyn/Pragelato          | Trampolino a Monte    | K-125   | HS-140 | [ 13 ] | 123,5 m (J. Matura)           | 397,0 pkt | 587,0 pkt | Austria   |
| 7.      | 22 lutego | 2010 | Vancouver/Whistler       | Whistler Olympic Park | K-125   | HS-140 | [ 14 ] | 135,5 m (R. Koudelka)         | 981,8 pkt | 126,1 pkt | Austria   |
| 7.      | 17 lutego | 2014 | Soczi/Krasnaja Polana    | Russkije Gorki        | K-125   | HS-140 | [ 15 ] | 131,0 m (J. Janda i A. Hájek) | 967,8 pkt | 73,3 pkt  | Niemcy    |
| 10.     | 19 lutego | 2018 | Pjongczang               | Alpensia Jumping Park | K-125   | HS-142 | [ 16 ] | 124,0 m (Roman Koudelka)      | 370,1 pkt | 728,4 pkt | Norwegia  |
| 9.      | 14 lutego | 2022 | Pekin/Zhangjiakou        | Snow Ruyi             | K-125   | HS-140 | [ 17 ] | 109,0 m (Čestmír Kožíšek)     | 279,5 pkt | 663,2 pkt | Austria   |

### Starty Czech w konkursach drużynowych namistrzostwach świata
| Miejsce | Dzień     | Rok  | Miejscowość   | Skocznia                   | Punkt K | HS     | Skład  | Najdłuższy skok       | Nota       | Strata    | Zwycięzca |
| ------- | --------- | ---- | ------------- | -------------------------- | ------- | ------ | ------ | --------------------- | ---------- | --------- | --------- |
| 2.      | 23 lutego | 1993 | Falun         | Lugnet                     | K-115   | HS-124 | [ 18 ] | 117,0 m (J. Sakala)   | 772,1 pkt  | 49,4 pkt  | Norwegia  |
| 8.      | 23 lutego | 1995 | Thunder Bay   | Big Thunder                | K-120   | HS-134 | [ 19 ] | 109,5 m (J. Sakala)   | 585,4 pkt  | 303,6 pkt | Finlandia |
| 9.      | 27 lutego | 1997 | Trondheim     | Granåsen                   | K-120   | HS-131 | [ 20 ] | 117,5 m (J. Matura)   | 693,8 pkt  | 261,5 pkt | Finlandia |
| 7.      | 23 lutego | 1999 | Bischofshofen | Paul-Ausserleitner-Schanze | K-120   | HS-140 | [ 21 ] | 122,5 m (J. Sucháček) | 639,5 pkt  | 349,4 pkt | Niemcy    |
| 6.      | 24 lutego | 2001 | Lahti         | Salpausselkä               | K-116   | HS-130 | [ 22 ] | 111,5 m (J. Hlava)    | 692,2 pkt  | 247,6 pkt | Niemcy    |
| 7.      | 25 lutego | 2001 | Lahti         | Salpausselkä               | K-90    | HS-98  | [ 23 ] | 88,0 m (J. Janda)     | 808,5 pkt  | 145,0 pkt | Austria   |
| 8.      | 23 lutego | 2003 | Predazzo      | Trampolino Dal Ben         | K-120   | HS-134 | [ 24 ] | 121,5 m (J. Matura)   | 809,1 pkt  | 237,5 pkt | Finlandia |
| 7.      | 20 lutego | 2005 | Oberstdorf    | Schattenbergschanze        | K-90    | HS-100 | [ 25 ] | 95,5 m (J. Janda)     | 850,5 pkt  | 120,0 pkt | Austria   |
| 8.      | 26 lutego | 2005 | Oberstdorf    | Schattenbergschanze        | K-120   | HS-137 | [ 24 ] | 138,5 m (J. Janda)    | 916,9 pkt  | 220,4 pkt | Austria   |
| 9.      | 25 lutego | 2007 | Sapporo       | Ōkurayama                  | K-120   | HS-134 | [ 26 ] | 127,0 m (J. Janda)    | 373,8 pkt  | 626,4 pkt | Austria   |
| 5.      | 28 lutego | 2009 | Liberec       | Ještěd                     | K-120   | HS-134 | [ 27 ] | 129,0 m (J. Janda)    | 963,3 pkt  | 71,0 pkt  | Austria   |
| 7.      | 27 lutego | 2011 | Oslo          | Midtstubakken              | K-95    | HS-106 | [ 28 ] | 102,0 m (R. Koudelka) | 917,9 pkt  | 107,6 pkt | Austria   |
| 8.      | 5 marca   | 2011 | Oslo          | Holmenkollbakken           | K-120   | HS-134 | [ 29 ] | 119,0 m (L. Hlava)    | 387,7 pkt  | 112,3 pkt | Austria   |
| 7.      | 2 marca   | 2013 | Predazzo      | Trampolino Dal Ben         | K-120   | HS-134 | [ 30 ] | 128,5 m (J. Matura)   | 1022,1 pkt | 113,8 pkt | Austria   |
| 8.      | 28 lutego | 2015 | Falun         | Lugnet                     | K-120   | HS-134 | [ 31 ] | 122,5 m (J. Matura)   | 692,0 pkt  | 180,6 pkt | Norwegia  |
| 7.      | 4 marca   | 2017 | Lahti         | Salpausselkä               | K-116   | HS-130 | [ 32 ] | 125,0 m (V. Polášek)  | 922,7 pkt  | 181,5 pkt | Polska    |
| 8.      | 24 lutego | 2019 | Seefeld       | Bergisel                   | K-120   | HS-130 | [ 33 ] | 120,5 m (R. Koudelka) | 818,4 pkt  | 169,1 pkt | Niemcy    |
| 11.     | 6 marca   | 2021 | Oberstdorf    | Schattenbergschanze        | K-120   | HS-137 | [ 34 ] | 107,5 m (Č. Kožíšek)  | 226,5 pkt  | 820,1 pkt | Niemcy    |

### Starty Czech w konkursach drużynowych namistrzostwach świata w lotach narciarskich
| Miejsce | Dzień       | Rok  | Miejscowość | Skocznia              | Punkt K | HS     | Skład  | Najdłuższy skok                  | Nota       | Strata     | Zwycięzca |
| ------- | ----------- | ---- | ----------- | --------------------- | ------- | ------ | ------ | -------------------------------- | ---------- | ---------- | --------- |
| 9.      | 22 lutego   | 2004 | Planica     | Velikanka             | K-185   | HS-215 | [ 24 ] | 193,5 m (J. Matura i J. Janda)   | 674,9 pkt  | 1036,9 pkt | Norwegia  |
| 8.      | 15 stycznia | 2006 | Tauplitz    | Kulm                  | K-185   | HS-203 | [ 35 ] | 171,5 m (J. Janda)               | 934,8 pkt  | 563,1 pkt  | Norwegia  |
| 6.      | 24 lutego   | 2008 | Oberstdorf  | Im. Heiniego Klopfera | K-185   | HS-213 | [ 36 ] | 189,5 m (A. Hájek i R. Koudelka) | 1298,9 pkt | 254,6 pkt  | Austria   |
| 5.      | 21 marca    | 2010 | Planica     | Letalnica             | K-185   | HS-215 | [ 37 ] | 205,5 m (A. Hájek)               | 1399,2 pkt | 242,2 pkt  | Austria   |
| 6.      | 26 lutego   | 2012 | Vikersund   | Vikersundbakken       | K-195   | HS-225 | [ 38 ] | 226,5 m (R. Koudelka)            | 1452,1 pkt | 196,3 pkt  | Austria   |
| 6.      | 17 stycznia | 2016 | Tauplitz    | Kulm                  | K-200   | HS-225 | [ 39 ] | 202,5 m (T. Vančura)             | 1018,4 pkt | 449,3 pkt  | Norwegia  |

## Osiągnięcia indywidualne

### Miejsca czeskich skoczków w czołowej „15”igrzysk olimpijskich
| Miejsce | Dzień     | Rok  | Miejscowość | Skocznia                       | Punkt K | HS     | Zawodnik        | Skok 1  | Skok 2  | Nota      | Strata   | Zwycięzca          |
| ------- | --------- | ---- | ----------- | ------------------------------ | ------- | ------ | --------------- | ------- | ------- | --------- | -------- | ------------------ |
| 7.      | 20 lutego | 1994 | Lillehammer | Lysgårdsbakken                 | K-120   | b.d.   | Jaroslav Sakala | 117,0 m | 115,5 m | 220,0 pkt | 54,5 pkt | Jens Weißflog      |
| 13.     | 25 lutego | 1994 | Lillehammer | Lysgårdsbakken                 | K-90    | b.d.   | Jaroslav Sakala | 86,5 m  | 94,5 m  | 235,0 pkt | 47,0 pkt | Espen Bredesen     |
| 11.     | 11 lutego | 1998 | Hakuba      | Olimpijska                     | K-90    | HS-98  | Michal Doležal  | 81,5 m  | 87,5 m  | 211,0 pkt | 23,5 pkt | Jani Soininen      |
| 8.      | 15 lutego | 1998 | Hakuba      | Olimpijska                     | K-120   | HS-131 | Michal Doležal  | 116,0 m | 130,5 m | 243,2 pkt | 29,1 pkt | Kazuyoshi Funaki   |
| 15.     | 15 lutego | 1998 | Hakuba      | Olimpijska                     | K-120   | HS-131 | Jakub Sucháček  | 117,5 m | 121,0 m | 229,3 pkt | 43,0 pkt | Kazuyoshi Funaki   |
| 13.     | 12 lutego | 2006 | Pragelato   | Trampolino a Monte             | K-95    | HS-106 | Jakub Janda     | 99,0 m  | 100,0 m | 249,0 pkt | 17,5 pkt | Lars Bystøl        |
| 10.     | 18 lutego | 2006 | Pragelato   | Trampolino a Monte             | K-125   | HS-140 | Jakub Janda     | 122,0 m | 128,0 m | 230,5 pkt | 46,4 pkt | Thomas Morgenstern |
| 10.     | 13 lutego | 2010 | Whistler    | Whistler Olympic Park Ski Jump | K-95    | HS-106 | Roman Koudelka  | 101,5 m | 100,5 m | 252,0 pkt | 24,5 pkt | Simon Ammann       |
| 14.     | 13 lutego | 2010 | Whistler    | Whistler Olympic Park Ski Jump | K-95    | HS-106 | Jakub Janda     | 101,0 m | 99,5 m  | 250,5 pkt | 26,0 pkt | Simon Ammann       |
| 7.      | 20 lutego | 2010 | Whistler    | Whistler Olympic Park Ski Jump | K-125   | HS-140 | Antonín Hájek   | 128,0 m | 129,0 m | 240,6 pkt | 43,0 pkt | Simon Ammann       |

### Miejsca czeskich skoczków w czołowej „15”mistrzostw świata
| Miejsce | Dzień     | Rok  | Miejscowość | Skocznia                   | Punkt K | HS     | Zawodnik        | Skok 1  | Skok 2  | Nota      | Strata   | Zwycięzca          |
| ------- | --------- | ---- | ----------- | -------------------------- | ------- | ------ | --------------- | ------- | ------- | --------- | -------- | ------------------ |
| 2.      | 21 lutego | 1993 | Falun       | Lugnet                     | K-115   | HS-124 | Jaroslav Sakala | 119,5 m | 114,5 m | 239,1 pkt | 2,3 pkt  | Espen Bredesen     |
| 6.      | 21 lutego | 1993 | Falun       | Lugnet                     | K-115   | HS-124 | Jiří Parma      | 111,5 m | 102,0 m | 203,9 pkt | 37,5 pkt | Espen Bredesen     |
| 3.      | 27 lutego | 1993 | Falun       | Lugnet                     | K-90    | HS-98  | Jaroslav Sakala | 88,0 m  | 89,0 m  | 228,2 pkt | 9,6 pkt  | Masahiko Harada    |
| 8.      | 27 lutego | 1993 | Falun       | Lugnet                     | K-90    | HS-98  | Jiří Parma      | 86,5 m  | 84,5 m  | 212,6 pkt | 25,2 pkt | Masahiko Harada    |
| 14.     | 18 marca  | 1995 | Thunder Bay | Big Thunder                | K-120   | HS-134 | Jaroslav Sakala | 105,0 m | 115,5 m | 196,9 pkt | 75,7 pkt | Tommy Ingebrigtsen |
| 11.     | 26 lutego | 1999 | Ramsau      | Mattensprunganlage         | K-90    | HS-98  | Jakub Sucháček  | 94,0 m  | 86,0 m  | 229,0 pkt | 26,0 pkt | Kazuyoshi Funaki   |
| 14.     | 28 lutego | 2003 | Predazzo    | Trampolino Dal Ben         | K-90    | HS-106 | Jakub Janda     | 95,5 m  | 98,0 m  | 237,5 pkt | 41,5 pkt | Kazuyoshi Funaki   |
| 2.      | 19 lutego | 2005 | Oberstdorf  | Schattenbergschanze        | K-90    | HS-100 | Jakub Janda     | 96,0 m  | 91,5 m  | 249,5 pkt | 6,5 pkt  | Rok Benkovič       |
| 3.      | 25 lutego | 2005 | Oberstdorf  | Schattenbergschanze        | K-120   | HS-137 | Jakub Janda     | 138,0 m | 141,0 m | 304,2 pkt | 9,0 pkt  | Janne Ahonen       |
| 9.      | 21 lutego | 2009 | Liberec     | Ještěd                     | K-90    | HS-100 | Roman Koudelka  | 96,5 m  | 97,0 m  | 258,5 pkt | 23,5 pkt | Wolfgang Loitzl    |
| 9.      | 27 lutego | 2009 | Liberec     | Ještěd                     | K-120   | HS-134 | Roman Koudelka  | 128,0 m | -       | 131,4 pkt | 9,9 pkt  | Andreas Küttel     |
| 12.     | 23 lutego | 2013 | Predazzo    | Trampolino Dal Ben         | K-95    | HS-106 | Jan Matura      | 102,5 m | 96,0 m  | 233,7 pkt | 18,9 pkt | Anders Bardal      |
| 12.     | 28 lutego | 2013 | Predazzo    | Trampolino Dal Ben         | K-120   | HS-134 | Jan Matura      | 127,5 m | 132,0 m | 281,4 pkt | 14,4 pkt | Kamil Stoch        |
| 4.      | 21 lutego | 2015 | Falun       | Lugnet                     | K-90    | HS-100 | Roman Koudelka  | 93,5 m  | 93,5 m  | 242,7 pkt | 10 pkt   | Rune Velta         |
| 8.      | 26 lutego | 2015 | Falun       | Lugnet                     | K-120   | HS-134 | Roman Koudelka  | 123,5 m | 124,5 m | 233,6 pkt | 35,1 pkt | Severin Freund     |
| 14.     | 25 lutego | 2017 | Lahti       | Salpausselkä               | K-90    | HS-100 | Roman Koudelka  | 93,0 m  | 92,5 m  | 244,7 pkt | 26,1 pkt | Stefan Kraft       |
| 15.     | 1 marca   | 2019 | Seefeld     | Toni-Seelos-Olympiaschanze | K-99    | HS-109 | Roman Koudelka  | 93,5 m  | 97,5 m  | 202,5 pkt | 15,8 pkt | Dawid Kubacki      |